# Qulandy Tübegi
Qulandy Tübegi är en halvö i Kazakstan.   Den ligger i oblystet Qyzylorda, i den västra delen av landet, 1 100 km sydväst om huvudstaden Astana.